# 케냐의 현

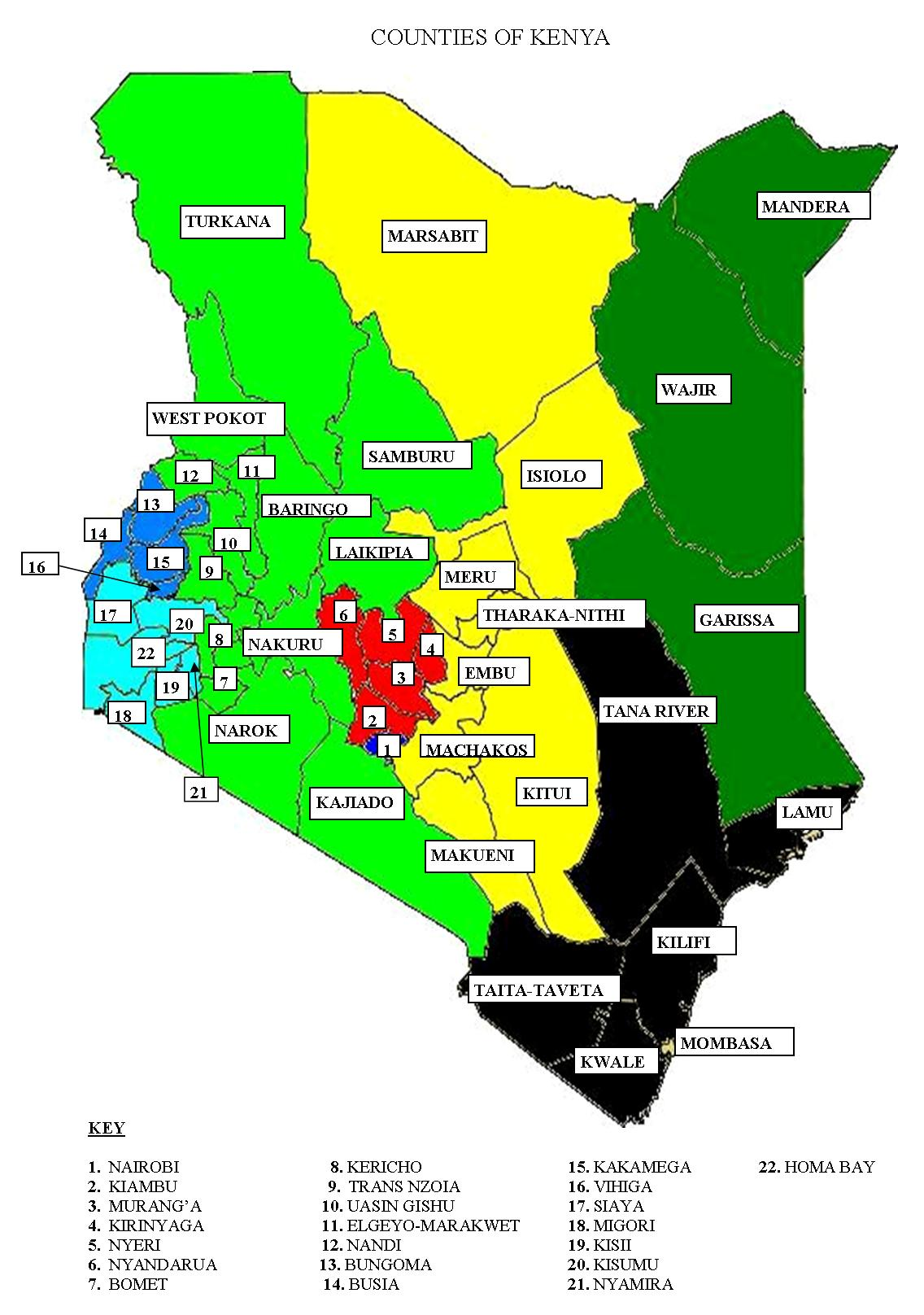
케냐의 현

케냐는 2013년에 실시된 헌법 개정에 따른 행정 구역 개편에 따라 47개 현으로 구성되어 있다. 이들 현은 8개 주에서 분리되어 신설된 현이다.
- 몸바사현
- 콸레현
- 킬리피현
- 타나리버현
- 라무현
- 타이타타베타현
- 가리사현
- 와지르현
- 만데라현
- 마르사비트현
- 이시올로현
- 메루현
- 타라카니티현
- 엠부현
- 키투이현
- 마차코스현
- 마쿠에니현
- 니안다루아현
- 니에리현
- 키리니아가현
- 무랑가현
- 키암부현
- 투르카나현
- 서포코트현
- 삼부루현
- 트랜스은조이아현
- 우아신기슈현
- 엘게요마라퀘트현
- 난디현
- 바링고현
- 라이키피아현
- 나쿠루현
- 나로크현
- 카지아도현
- 케리초현
- 보메트현
- 카카메가현
- 비히가현
- 붕고마현
- 부시아현
- 시아야현
- 키수무현
- 호마베이현
- 미고리현
- 키시현
- 니아미라현
- 나이로비현

## 같이 보기
- 케냐의 주
- 케냐의 행정 구역
- ISO 3166-2:KE